# Titus (namn)
Titus är en latinsk form av ett grekiskt namn som betyder "hedra och "ära".
- Titus (apostel) – en av aposteln Paulus medarbetare
- Titus (romersk kejsare) (39–81) – romersk kejsare
- Titus Livius (59 f.Kr.–17 e.Kr.) – romersk historieskrivare
- Titus Labienus (100–45 f.Kr.) – romersk officer
- Titus Pomponius Atticus (112/109–35/32 f.Kr.) – romersk riddare
- Titus Welliver (född 1961) – amerikansk skådespelare